# Бойова машина (персонаж)
Бойова машина (англ. War Machine), справжнє ім'я Джеймс Руперт «Роуді» Роудс (англ. James Rupert "Rhodey" Rhodes) — вигаданий супергерой з коміксів американського видавництва Marvel Comics. Як полковник Джеймс Роудс вперше з'явився у випуску Iron Man #118 в січні 1979 року і був створений Девідом Мишеліном, Бобо Лейтоном і Джоном Бірном. Броня Бойової Машини була створена Леном Камінські і Кевіном Хопугдом.
Терренс Говард виконав роль Роудса у фільмі 2008 року «Залізна людина», пізніше у фільмах «Залізна людина 2», «Залізна людина 3», «Месники: Ера Альтрона», «Перший месник: Протистояння», «Месники: Війна нескінченності», «Капітан Марвел» (сцена після титрів) і «Месники: Завершення», де був замінений Доном Чідлом.

## Історія публікацій
Спочатку з'явившись як другорядний персонаж коміксів про Залізну людину, Джеймс Роудс надів його броню у випуску Iron Man #170 в травні 1983 року, коли у Тоні Старка почалися проблеми з алкоголем. Після Роудс знову з'являється лише епізодично аж до 1992 року і до передбачуваної смерті Старка, коли він знову надів його костюм. Після повернення Старка Роудс і далі з'являвся як супергерой Бойової Машини й отримав власну серію коміксів після успішної появи в складі команди Месників Західного узбережжя.
На додаток до власної серії, Бойова Машина з'являвся в серіях West Coast Avengers; Force Works авторства Дена Абнетта і Енді Леннінґа; Sentinel Squad O*N*E; The Crew авторства Крістофера Прайста; Avengers: The Initiative Дена Слотта і Крістоса Гейджа. Персонаж також отримав власну альтернативну серію U. S. War Machine автора Чака Остіна і Крістіана Мура, видаваною імпринтом Marvel Comics — MAX.
У серії Iron Man: Director of S.H.I.E.L.D., Роудс отримав власну сюжетну лінію War Machine: Weapon of S.H.I.E.L.D., написану Кристосом Ґейджем і Шоном Ченом. Сюжетна лінія пов'язана з кросовером Secret Invasion, а в останніх трьох випусках серії Бойова Машина замінив Залізну людину як головний персонаж. Це поклало початок другій серії про Роудса, авторами якої стали Ґрег Пак і Леонардо Манко. Серія складалася з 12 випусків і після її закінчення Бойова Машина вступив в команду Секретних Месників і став одним з персонажів однойменної серії коміксів і серії Iron Man 2.0 Ніка Спенсера і Баррі Китсона.

## Біографія

### Оригінал
Джеймс «Роуді» Роудс народився в Південній Філадельфії, штат Пенсільванія, був лейтенантом в Корпусі морської піхоти США, який служив у Південно-Східній Азії. Будучи військовим льотчиком, він застряг в джунглях в тилу противника після того, як його гелікоптер був збитий військами В'єтконгу. Він зустрічає Залізну Людину, який скоїв втечу з тюремного табору Вонг-Чу в своєму прототипі силової броні. Перемігши солдатів В'єтконгу, Роудс і Залізна Людина виявляють ракетну базу супротивника, яка була джерелом ракетного вогню. Її Роудс руйнує в першу чергу. Знищивши базу з вкраденого у В'єтконгу вертольота, Роудс і Залізна Людина повертаються на вертольоті назад на американську базу. В польовому госпіталі в Сайгоні, Старк особисто подякував Роудсу за допомогу Залізній Людині і пропонує Роудсу працювати його особистим пілотом. Після війни у В'єтнамі, і після декількох шляхів розвитку кар'єри, включаючи найманої праці, Роудс, нарешті, прийняв пропозицію Старка і став його особистим пілотом, головним авіаційним інженером Stark International, і одним з найближчих друзів Старка.

### Нова Залізна людина
Завдяки діям Обадайя Стейна, Stark International втратила закордонні контракти і утворився великий борг. Через проблеми в компанії і в особистому житті Старк почав випивати. Після того, як у стані алкогольного сп'яніння Старка розбив Магма, Роуді вперше одягнув броню Залізної Людини і переміг Магму. Старк попросив Роуді стати Залізною людиною. Роудс разом з ученим Морлі Ервіном, йдуть з Stark International і відправляють костюми Старка на дно океану, щоб захистити технологію Старка від Стейна і Щ. И. Т., які спостерігали за поглинанням Стейном Stark International. Морлі Ервін підтримував броню Залізної Людини і слугував технічною підтримкою Роудса, в той час як Роудс боровся з лиходіями, такими як Мандарин, Зодіак і Радіоактивна Людина. Він став членом команди «Месники Західного узбережжя» і брав участь у Таємних Війнах Потойбічного. Роуді, Морлі Ервін, і сестра Морлі — доктор Клітемнестра Ервін планують створити нову електронну фірму, що базується в Каліфорнії. Роудс почав працювати, щоб забезпечити гроші на утримання броні і для фінансування компанії. Оговтавшись від свого алкоголізму, Тоні Старк приєднався до трійці і вони сформували компанію Circuits Maximus. Через шолом броні, який пристосований до синхронізації нейронів Старка, у Роудса були головні болі. Це вплинуло на нього і він ставав все більш непередбачуваним і агресивним. Старк допомагав Роуді підтримувати броню, але параноя і ненависть Роудса змусила його повірити, що Старк хотів повернути собі броню. Під час битви з Вібро, Роудс розлютився і Старк був змушений надіти свою нову броню (тестовий варіант, нагадує перший варіант броні Залізної людини), щоб зупинити Роуді і відмовити його від агресії.
Роуді звернувся за допомогою до Генка Піма, щоб вилікувати свій головний біль. Пім послав Роуді до доктора Michael Twoyoungmen (Шаман у Загоні Альфа) і він зміг вилікувати головні болі через подорож по містичних вимірах під назвою «ущелина», яка показала, що Роуді звинувачує себе в тому, що недостойний броні Залізної людини. У той час як Роудс, нарешті, у спокої залишив свою броню позаду у вимірі, броня була повернута Роудсу за допомогою надпросторової енергії. Через бомбу, відправлену Стейном у Circuits Maximus, Морлі Ервін загинув, а Роудс був поранений, Старк знову надів нещодавно завершену модель костюма Залізної Людини «Срібний Центуріон» і переміг Стейна.

## Поза коміксами

### Мультсеріали
- Бойова Машина став одним з центральних персонажів мультсеріалу «Залізна людина», де протягом більшої частини першого сезону його озвучив Джеймс Ейвері, в останніх серіях Джімі Каммінгсом, а у другому сезоні Доіаном Гервудом.
- Бойова Машина з'явився в камео в мультсеріалі 1994 року «Людина-павук», 1996 року «Неймовірний Халк» і «Люди-Ікс» 1997 року.
- Джеймс Роудс став одним з головних персонажів мультсеріалу «Залізна людина: Пригоди в броні», де був озвучений Денілом Беконом[8].
- З'явився в епізоді «Tales of Suspense» першого сезону мультсеріалу «The Super Hero Squad Show», де його озвучив ЛаВар Бертон.
- Джеймс Роудс з'явився в епізоді «Iron Man is Born!» мультсеріалу «Месники: Могутні Герої Землі»[9]. У 2 сезоні в серії «Alone Against A. I. M.» він уперше в мультсеріалі з'являється в образі Бойової Машини. Пізніше Бойова Машина об'єднується з Істотою, Людиною-павуком, Росомахою, Люком Кейджем і Залізним кулаком для битви з Кангом-Завойовником в той час, як Месники з вини лиходія тимчасово не діяли. У фінальній битві другого сезону Бойова Машина з іншими героями бився проти Ґалактуса і його герольдів.
- Броня Бойової машини з'явилась у мультсеріалі «Месники: Загальний Збір». Спершу броню мав використати Сокіл у епізоді «The Avengers Protocol. Part 1». Також броня з'являється у епізодах «Exodus» та «Avengers Disassembled».
- З'явився в аніме-серіалі «Marvel Disk Wars: The Avengers», де був озвучений Хіденорі Такахаші.

### Мультфільми
- Роуді є військовим медиком та інженером у мультфільмі «Непереможна Залізна людина» 2007 року. Роль озвучив Родні Солсберрі.
- З'явився у аніме-фільмі «Залізна людина: Повстання Техновора», де був озвучений Хірокі Ясумото.
- Також персонаж з'являється в мультфільмі «Секретні матеріали Месників: Чорна вдова і Каратель».

### Фільми
- Роуді у виконанні Терренса Говарда вперше з'явився у фільмі «Залізна людина» 2008 року. Тут він виступає полковником, а в кінці стрічки є натяк на появу Бойової машини у майбутньому. У наступних фільмах кіновсесвіту Marvel роль Джеймса Роудса виконує актор Дон Чідл.
- У фільмі «Залізна людина 2» Роуді отримує броню Бойової машини, яку розробив Джастін Хаммер. Бойова машина допомагає Залізній людині у боротьбі з Іваном Ванко.
- У фільмі «Залізна людина 3» Роудс є одним з головних героїв. Тепер він є урядовим агентом під псевдонімом «Залізний патріот», а його костюм отримав забарвлення кольорів американського прапора. Натомість в оригінальних коміксах власником броні Залізного патріота був Норман Озборн, більш відомий як Зелений Гоблін.
- У фільмі «Месники: Ера Альтрона» Роудс приходить на вечірку Месників. Пізніше Бойова Машина бере участь в операції проти Альтрона в Соковії, а в кінці фільму входить в оновлену команду Месників.
- Бойова Машина також з'явився у фільмі «Перший месник: Протистояння». У фільмі він виступає за акт реєстрації супергероїв, перебуваючи на стороні Тоні Старка. Під час битви в аеропорту був помилково підбитий Віжном, внаслідок чого став частково паралізований в районі хребта. Відтоді носить кібернетичні протези.
- У фільмі «Месники: Війна нескінченності» Дон Чідл повернувся до ролі Бойової Машини, де він за сюжетом зустрічає команду на базі Месників, а потім бере участь в обороні Ваканди. Пізніше намагається знешкодити Таноса, однак той стискає його за допомогою Каменю Космосу і відкидає в бік. Герой залишився живий після клацання Таноса.
- Роуді з'являється у першій сцені після титрів фільму «Капітан Марвел», де разом з іншими Месниками намагається вловити сигнал пейджера Ніка Ф'юрі.
- Бойова машина є одним з основних персонажів у фільмі «Месники: Завершення». Впродовж стрічки були показані три різних комплекти броні Джеймса Роудса.
- Дон Чідл розказав, що раніше Marvel Studios мала ідею окремого фільму про Бойову машину. Але, за словами актора, найімовірніше фільм ніколи не вийде.

### Відеоігри
- У грі Iron Man 2[en] (англ.) є ігровим персонажем.
- У грі Marvel: Ultimate Alliance ексклюзивно для Xbox 360.
- Бойова машина є у грі для мобільних пристроїв Marvel Future Fight, як іграбельний герой.
- У грі Lego Marvel Avengers, є іграбельним персонажем.

## Цікаві факти
- Деякий період часу після подій Таємної Імперії, броню Бойової машини носив Каратель.
- Останній час Роуді в коміксах знаходився в стосунках з Керол Денверс (Капітан Марвел).